# NGC 5674
NGC 5674 (również PGC 52042 lub UGC 9369) – galaktyka spiralna z poprzeczką (SBc), znajdująca się w gwiazdozbiorze Panny. Odkrył ją William Herschel 12 maja 1793 roku. Należy do galaktyk Seyferta.